# Harry Patch
John Henry (Harry) Patch (Combe Down, 17 giugno 1898 – Wells, 25 luglio 2009) è stato un militare e supercentenario britannico.
All'età di 111 anni divenne l'uomo più longevo vivente nel Regno Unito e il 3º uomo più vecchio del mondo; detenne tali primati dopo la morte del connazionale Henry Allingham, avvenuta il 18 luglio 2009, conservandoli perciò solo per una settimana. È rimasto l'ultimo soldato al mondo ad aver combattuto nelle trincee del fronte occidentale. L'altro fu il francese Pierre Picault, che lo ha fatto per una settimana ed è uscito indenne, a differenza di Patch. Inoltre era l'ultimo dei superstiti veterani inglesi della prima guerra mondiale. Dopo la morte di Allingham, oltre che decano vivente maschile degli inglesi, lo fu anche degli europei.
Alla morte, avvenuta all'età di 111 anni, 1 mese, 1 settimana e 1 giorno, era tra i settanta uomini più longevi mai esistiti.

## Biografia
Patch nacque a Combe Down, un villaggio nel Somerset, Inghilterra. Prima della Grande Guerra lavorò come apprendista idraulico a Bath.
Durante la guerra, Patch è stato fra i combattenti della Duke of Cornwall's Light Infantry, e servì come assistente mitragliere in una squadra addetta ad una mitragliatrice Lewis. Durante la sua permanenza in Francia combatté nella battaglia di Passchendaele (nota anche come Terza battaglia di Ypres). Ferito da una granata, fu rimpatriato il 23 dicembre 1917.
Dopo la guerra Patch tornò a lavorare come idraulico, trascorrendo quattro anni di lavoro al Wills Memorial Building di Bristol; durante la seconda guerra mondiale, fu vigile del fuoco.
Patch fu sposato con Ada Emily Billington dal 13 settembre 1919 fino al decesso di quest'ultima a causa di un ictus, il 20 settembre 1976. Si sposò ancora, con Kathleen Weedon, il 5 giugno 1982, che morì a causa di un tumore alla mammella il 18 marzo 1989. Patch sopravvisse non solo a entrambe le mogli ma anche a entrambi i suoi figli (avuti dal primo matrimonio).
Nel novembre 2004, all'età di 106 anni, incontrò Charles Kuentz, un veterano tedesco di 108 anni che aveva combattuto a Passchendaele da parte tedesca (e in quanto alsaziano con la Francia nella seconda guerra mondiale).
Patch disse in quell'occasione: «Ero un po' dubbioso prima di incontrare un soldato tedesco. Kuentz però è un bel signore. Egli è tutto per un'Europa unita e di pace - e così sono io». E ne divenne amico. Nel mese successivo dello stesso anno Patch ricevette in regalo 106 bottiglie di sidro Patch's Pride, così battezzato in suo onore.
Nel mese di luglio del 2005, Harry Patch espresse la sua indignazione riguardo ai progetti di costruzione di un'autostrada nel nord della Francia sul territorio dei cimiteri della prima guerra mondiale. Il 16 dicembre 2005 fu insignito di una laurea honoris causa dall'Università di Bristol, poiché aiutò a costruire i suoi edifici nel 1920.
Trascorse gli ultimi anni della sua vita a Wells, nel Somerset, presso la casa di cura Fletcher.
Nel luglio 2007, a novant'anni dall'inizio della battaglia di Passchendaele, in cui combatté, Patch rivisitò il sito della battaglia nelle Fiandre per rendere omaggio ai caduti di entrambi gli schieramenti; venne accompagnato dallo storico Richard Van Emden. Nel mese di agosto 2007 Patch scrisse la sua autobiografia facendo di se stesso il più longevo autore di tutti i tempi. Fu anche l'ospite d'onore di una riapertura del pub Rose & Crown il 29 novembre 2007.
Nel febbraio 2008 è stata commissionata al Poeta Laureato del Regno Unito Andrew Motion una poesia in onore di Harry Patch.
Nel 2009, pochi giorni dopo la sua morte, la rock band inglese Radiohead gli ha dedicato una canzone: Harry Patch (In Memory Of).